# Said Ghandi
Said Ghandi (àrab: سعيد غاندي)  (Casablanca, 16 d'agost de 1948) és un exfutbolista marroquí de la dècada de 1970.
Fou internacional amb la selecció del Marroc amb la qual participà en la Copa del Món de futbol de 1970.
Pel que fa a clubs, destacà a Raja CA Casablanca.